# 1880年7月7日日食
1880年7月7日日食为一次在协调世界时1880年7月7日出現的日環食。該次日食食分為0.9441，食甚維持5分47秒。

## 概述
這次日食的食分是0.9441，環食維持5分47秒。

## 基本參數
- 類型：日環食
- 食甚資料：
  - 日期：1880年7月7日
  - 時間：13時10分28秒
  - 地點：46S 33W
  - 食分：0.9441
  - 日環食持續時間：5分47秒

## 外部連結
- NASA日食專頁（页面存档备份，存于）（英文）